# Синево (Московская область)
Синево (Синее, Синцово) — деревня, расположенная в Бужаровском сельском поселении Истринского района Московской области.

## История
Старинная вотчина Пушкиных. С 1725 до 1790 год усадьбой владел дед поэта А.С. Пушкина - Л.А. Пушкин и до 1816 года его сын Н.Л. Пушкин. Потом коллежская советница Н.Н. Кречетникова и до 1849 года штабс-капитан М.И. Кречетников. Затем прапорщик С.В. Шеншин и до 1861 года помещик П.С. Шиловский. Далее светлейший князь А.К. Ливен и его наследники. В 1883 году дворянка Н.Н. Светлицкая. С конца столетия генерал Демидовский и вероятно до 1917 года его вдова Л.Н. Демидовская.
Сохранились фрагменты старого регулярного липового парка. Усадебные здания и Троицкая церковь 1788 года утрачены.

## География
Находится примерно в 12 км на северо-запад от Истры, высота над уровнем моря 208 м.

## Население
| 2002 | 2006 | 2010 |
| ---- | ---- | ---- |
| 81   | ↘80  | ↘72  |

## Инфраструктура
В деревне одна улица — Заовражная, зарегистрировано два садовых товарищества. В Синево имеется почтовое отделение, с Истрой связано автобусным сообщением (автобус № 33).